# سیارک ۱۰۲۴۵
سیارک ۱۰۲۴۵ (به انگلیسی: 10245 Inselsberg، نامگذاری:6071P-L) ده هزار و دویست و چهل و پنجمین سیارک کشف شده‌است که در ۲۴ سپتامبر ۱۹۶۰ کشف شد.